# Akureyri
Akureyri – miasto w północnej Islandii, położone nad fiordem Eyjafjörður w otoczeniu granitowych gór dochodzących do 1500 m wysokości. Drugi co do wielkości po Reykjaviku obszar miejski Islandii, tworzący gminę Akureyrarkaupstaður. Znaczący port morski i lotniczy. Z miasta pochodzi około 30% islandzkiego przetwórstwa rybnego. Ośrodek handlowy, usługowy i komunikacyjny w północnej Islandii. Znajduje się tu drugi, obok Uniwersytetu Islandzkiego, uniwersytet w kraju.
Pierwszym osadnikiem miasta był norwesko-irlandzki Helgi Magri (Helgi Chudy). Akureyri jako stacja handlowa było wzmiankowane już w 1602 roku. Prawa miejskie miasto otrzymało w 1862 r. W styczniu 2025 r. zamieszkiwało je 20 tys. osób. Nazwa miasta powstała w wyniku połączenia dwóch islandzkich słów: akur (pole) i eyri (mierzeja).
W mieście znajduje się największy browar na Islandii oraz drugi co do wielkości szpital na wyspie, który jest jednocześnie największym pracodawcą.
Pomimo położenia w niewielkiej odległości od koła podbiegunowego, panuje tam dość łagodny jak na tę szerokość geograficzną klimat.

## Zabytki
Na uwagę zasługuje kilka kościołów tego miasta: Lögmannshild z 1861 r., katolicki z 1912 r., protestancki Akureyrarkirkja z 1940 r. oraz najnowszy Glerá z 1989 r. 
Głównymi atrakcjami Akureyri są:
- Muzeum Przyrodnicze, w którym znajduje się m.in. wypchana alka olbrzymia,
- Muzeum Mattíasa Jochumssona (autora słów islandzkiego hymnu) urządzone w jego domu na ulicy Sigurhæðir,
- Muzeum Folkloru prezentujące ogromną kolekcję miejscowych pamiątek, a także fotografie pochodzące z XIX w.,
- Muzeum Międzynarodowej Organizacji Dobrych Templariuszy,
- Nonnahús, dom autora powieści dla dzieci Jóna Sveinssona,
- Muzeum Sztuki,
- Davíðhús, dom poety Davíða Stefánssona z 1944 r.

## Turystyka
Akureyri stanowi centrum turystyczne dla ornitologów, biologów, wulkanologów oraz zwykłych turystów. W pobliżu Akureyri na uwagę zasługują:
- Húsavík – nieco bardziej na wschód, port rybacki, ośrodek turystyczny z możliwością oglądania wielorybów i delfinów,
- wyspa Grimsey – najdalej na północ wysunięta wyspa Islandii, 5,4 km² powierzchni, ludność około 100 osób; wyspę, położoną 3,5 godziny statkiem od lądu, przecina koło podbiegunowe północne,
- jezioro Mývatn – czwarte do wielkości jezioro Islandii (37,2 km², największa głębokość – 4,5 m), licznie występujące formacje wulkaniczne, bogactwo różnych gatunków ptaków, raj dla ornitologów, geologów, biologów, wulkanologów,
- wodospad Dettifoss – położony w największym w Europie kanionie i jednocześnie parku narodowym – Jökulsárgljúfur. Dettifoss to największy w Europie wodospad pod względem ilości spływającej wody (45 m wysokości, 100 m szerokości),
- wodospad Goðafoss (wodospad bogów) – w kształcie podkowy, nazwę wziął od bożków pogańskich, których posagi zostały wrzucone do wodospadu, kiedy Althing podjął decyzję o chrystianizacji Islandii,
- las Kjarnaskógar – jedno z niewielu skupisk leśnych na wyspie,
- Góra Súlur – największa w okolicy góra (1214 m).

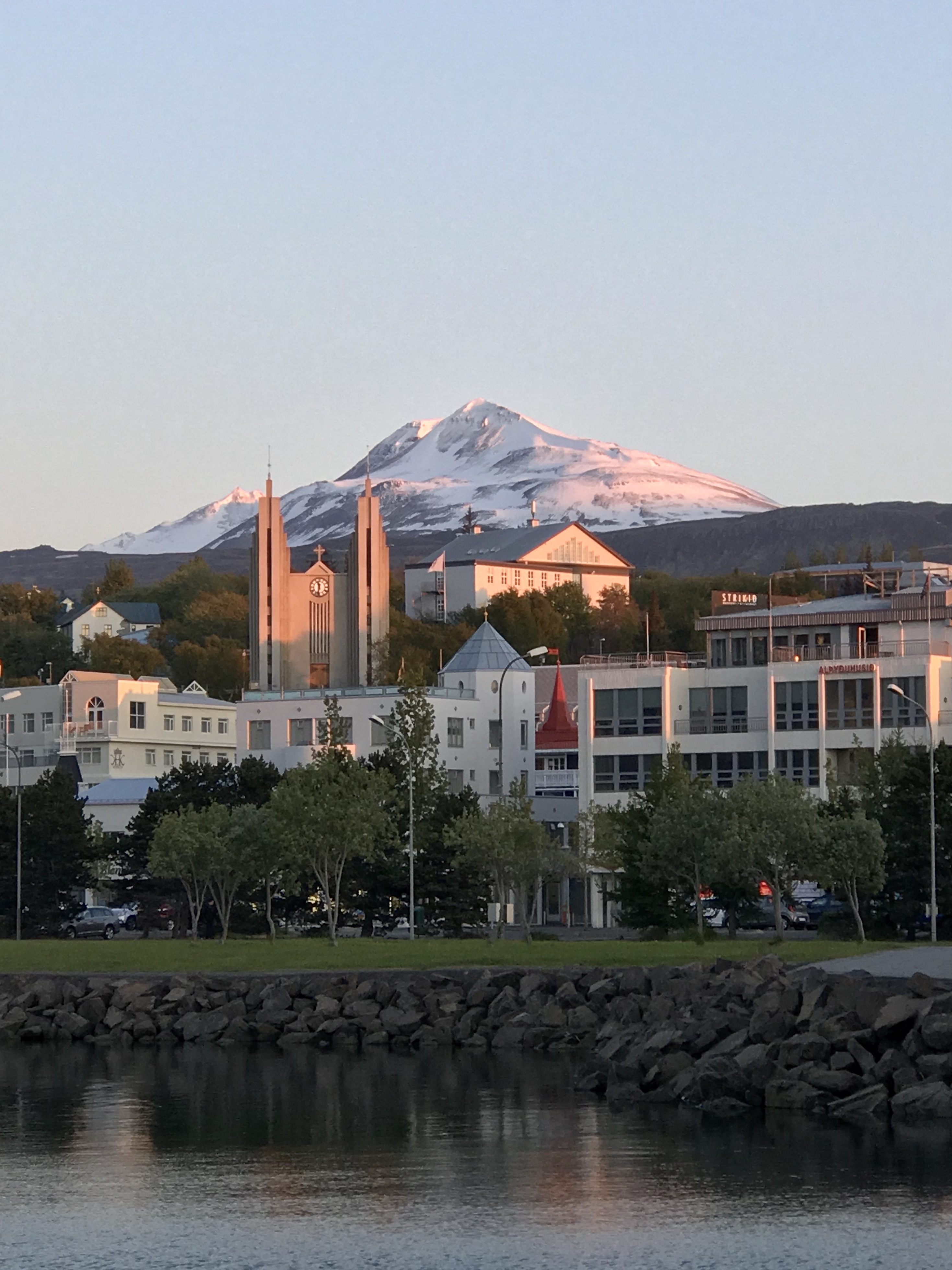
Centrum Akureyri

## Sporty zimowe
W miejscowości znajduje się jedna z dwóch w kraju skoczni narciarskich – Hlíðarfjall.
W kwietniu 2024 roku Japończyk Ryoyu Kobayashi wykonał 4 udane próby bicia rekordu długości skoku narciarskiego na specjalnie przygotowanym do tego przez firmę Red Bull obiekcie. Ostateczna odległość wyniosła 291 metry. Po zakończeniu akcji tymczasowy obiekt został rozebrany.

## Połączenia komunikacyjne
Z Akureyri codziennie można się dostać autobusem do Reykjavíku (czas jazdy 6h). Odległość od stolicy to 390 km.
Miejscowe lotnisko usytuowane jest 2 km na południe od miasta. Codziennie można polecieć do Reykjavíku, Keflavíku, Vopnafjörður, Þórshöfn i na wysepkę Grímsey.
Transport autobusowy w obrębie miasta jest bezpłatny. Sześć linii autobusowych kursuje w dni powszednie, a po najważniejszych trasach w weekendy.

## Miasta partnerskie
- Ålesund, Norwegia
- Kurytyba, Brazylia
- Gimli, Kanada
- Lahti, Finlandia
- Murmańsk, Rosja
- Randers, Dania
- Västerås, Szwecja
- Çeşme, Turcja